# أنثروبولوجيا نفسية

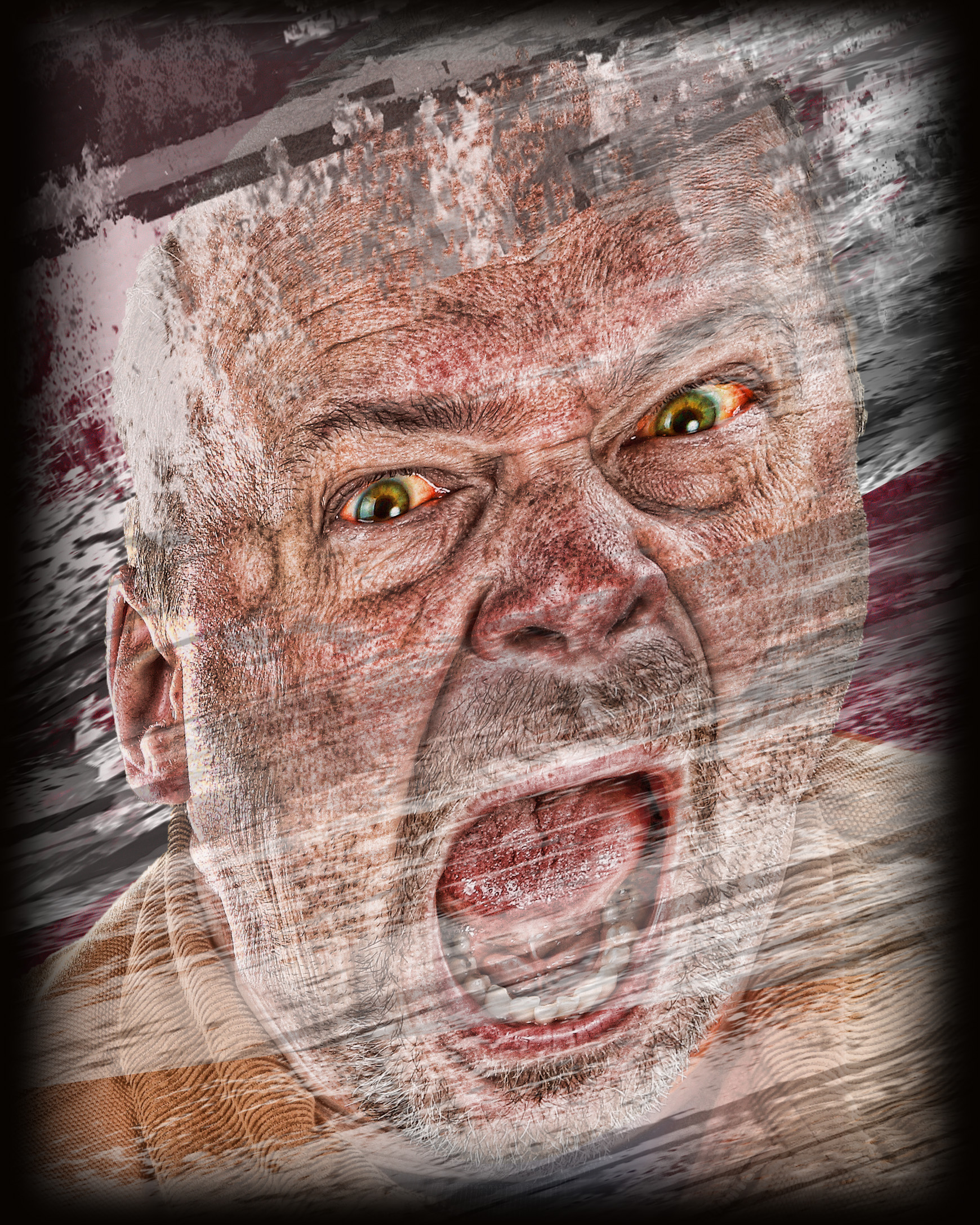
صورة تُظهر رجل غاضب، التقطها المصور إيمري وي.

أنثروبولوجيا نفسية أو علم الإنسان النفسي هو حقل فرعيّ متعدد الاختصاصات للأنثروبولوجيا، يدرس تفاعل العمليات الذهنية والثقافية. يميل هذا المجال الفرعي للتركيز على الطرق من خلال تقدم البشر والتثقف ضمن مجموعةٍ ثقافيةٍ محددةٍ مع تاريخها ولغتها وتطبيقاتها وأصنافها العقلانية. تشكل عمليات المعرفة البشرية والعاطفة والإدراك الحسي والدافع والصحة النفسية. تختبر أيضًا كيف يمكن لفهم المعرفة والعاطفة والدافع والعمليات النفسية المشابهة أن يُشكل أو  نماذجنا عن العمليات الثقافية والاجتماعية أو يقيّدها. تملك كل مدرسة ضمن أنثروبولوجيا النفسية منهجها.

## تاريخها
اشتبكت أنثروبولوجيا النفسية مع الأنثروبولوجيا منذ البداية.
كان فيلهلم فونت اختصاصي علم نفس ألماني ورائدًا في علم نفس الجماعة. كانت أهدافه تكوين تفسيرات نفسية باستخدام تقارير خبراء علم الأجناس البشرية. صنع مراحل تعاقد مختلفة مثل المرحلة «الطوطمية»، و«عصر الأبطال والآلهة». وعلى عكس الغالبية، اعتقد فونت أن عقل المجموعات البدائية والمتمدنة تملك قدرات تعليمية متماثلة، ولكنهم ببساطة يستخدمون هذه القدرة في طرق مختلفة. على الرغم من الارتباط الوثيق في عدة طرق، بقيت عمومًا مجالات الأنثروبولوجيا وعلم النفس منفصلة. في حين كانت الأنثروبولوجيا متجهةً بشكل تقليديّ نحو النزعة التاريخية والتطورية، كان ما يعنى به علم النفس غير تاريخيّ وغير ثقافيّ في الطبيعة. جمع التحليل النفسي المجالين معًا.
اقترح فرانسيس هسو في عام 1972 أن تُعاد تسمية مجال الثقافة والشخصية بـ «أنثروبولوجيا النفسية». اعتبر هسو أن العنوان الأصلي من الطراز القديم؛ نظرًا لأن العديد من علماء الأنثروبولوجيا اعتبروا الشخصية والثقافة متماثلتين، أو بحاجة لتفسيراتٍ أفضل. خلال سبعينيات وثمانينيات القرن العشرين، بدأت الأنثروبولوجيا النفسية بتوجيه تركيز نحو دراسة السلوك البشري في الإطار الطبيعي.

## مدارسها

### أنثروبولوجيا التحليل النفسي
اعتمدت المدرسة على أفكار سيغموند فرويد وبقية المحللين النفسيين المستخدمة في الظواهر الاجتماعية والثقافية. افترض مؤيدو هذا المنهج أن تقنيات تربية الطفل المكونة لشخصية البالغ والرموز الثقافية (تشمل الخرافات والأحلام والشعائر) يمكن تفسيرها باستخدام نظريات علم النفس التحليلي وتقنياته. تضمنت الأخيرة تقابل تقنيات معتمدة على التقابل السريري، واستخدام اختبارات إسقاطية مثل اختبار الإدراك الموضوعي (تي إيه تي) واختبار رورشاخ، والميل نحو تضمين دراسات الحالة للأفراد المُقابلين في وصفهم للأعراق البشرية. كان المثال الكبير لهذا المنهج دراسة ست ثقافات تحت إمرة جون وبياتريس وايتنغ في قسم العلاقات الاجتماعية في جامعة هارفرد. اختبرت هذه الدراسة تربية الطفل في ستة ثقافات مختلفة (المجتمع المعمداني في نيو إنجلاند، وحي فليبيني، وقرية أوكيناوا، والقرية الهنجية في المكسيك، ومجموعة طبقة اجتماعية في هند الشمالية، ومجموعة قبلية عشائرية في كينيا).
ينظر بعض الممارسين بشكل خاصّ إلى الاضطرابات العقلية بطريقة عابرة للثقافات (جورج دفريوإكس) أو إلى الطرق التي تؤثر من خلالها العمليات الاجتماعية مثل اضطهاد الأقليات الإثنية على الصحة العقلية (أبرام كاردنر)، بينما يركز آخرون على الطرق التي تؤمّن فيها الرموز الثقافية أو الأعراف الاجتماعية آليةً دفاعيةً (ميلفورد سبيرو) أو تخفف على نحو مختلف الصراعات النفسية (جينانث أوبيسيكيري). اختبر البعض أيضًا مدى كون مفاهيم التحليل النفسي العابرة للثقافات عمليةً مثل عقدة أوديب (ميلفور سبيرو).
يُعتبر الآخرون جزءًا من هذه المدرسة وهم  عدد من الباحثين الذين على الرغم من التحليل النفسي أجروا عملًا ميدانيًا (إريك فروم) أو استخدموا تقنيات التحليل النفسي لتحليل مواد جمعها علماء الإنثروبولوجيا (سيغمويد فرويد وإريك إريكسون وغيزا روهيم).
نظرًا إلى أن العديد من علماء الاجتماع الأمريكيين كانوا على معرفة عابرة على الأقل بنظرية علم النفس التحليلية خلال الثلثين الأولين للقرن العشرين، فكان من الصعب التحديد بدقة أي منهم هم من العلماء الرئيسين للأنثروبولوجيا النفسية التحليلية. استعان الكثير من علماء الأنثروبولوجيا الذين درسوا الشخصية (كورا دو بوا وكلايد كلوكون وجيفري غورير) بعلم النفس التحليلي بكثرة، قام بهذا معظم أعضاء «مدرسة الشخصية والثقافة» لأنثروبولوجيا النفسية.
في السنوات الاخيرة، استمرت نظرية علم النفس التحليلية -وبشكل أعم نظرية علم النفس الدينامية- في التأثير على بعض علماء أنثروبولوجيا النفسية (مثل غيلبرت هيردت ودوغلاس هالون وروبرت ليفين) وساهمت كثيرًا في عدة مناهج مثل الأنثروبولوجيا المتمركزة حول الإنسان أو الأنثروبولوجيا السريرية، ما يجعل التفكير في أنثروبولوجيا النفسية التحليلية في الجزء الأخير من القرن العشرين أكثر منطقية باعتبارها أكثر من نمط  أو مجموعة من مخططات الأبحاث التي تختصر عدة مناهج أخرى ضمن الأنثروبولوجيا.

### الثقافة والشخصية
الشخصية هي إجمالي الصفات التي يمتلكها الشخص. تُكتسب كل هذه الصفات ضمن ثقافة، وعلى أي حال، عندما يغير شخص ثقافته، تتغير شخصيته تلقائيًا بسبب تعلم الشخص اتباع مبادئ وقيم الثقافة الجديدة، ما يؤثّر على صفات الفرد الشخصية.

#### المنهج التكويني
يصف هذا المنهج الثقافة بشكل مشابه للشخصية، وذلك أن تفسير التجارب الموجه بالبنية الرمزية، يكوّن الشخصية التي «تُنسخ» إلى الثقافة الأكبر. تتضمن الأشكال البارزة روث بندكت وألفرد إرفينغ هالويل ومارغريت ميد.

#### الشخصية الأساسية والمزاجية
تتضمن الشخصيات الرائدة جون وايتنغ وبياتريس وايتنغ وكور دو بوا وفلورنس كلوكون.

#### الصور الوطنية
تتضمن الشخصيات البارزة عالم الاجتماع أليكس إنكيلز وعالم الإنثروبولوجيا كلايد كلوكون.

### علم النفس الإثني
الشخصيات الرائدة: فنسنت كرابانزانو، وجورج دفريوإكس، وتوبي ناثان، كاترين لوتز، وميشيل زيمباليست روزالدو، وريناتو روزالدو، وتشارلس نوكولس، وبراد شور، ودورين كي كوندو.

### أنثروبولوجيا المعرفية
تتناول الأنثروبولوجيا المعرفية عددًا من الأساليب المنهجية، ولكن تستفيد عمومًا من أفكار العلوم الاستعرافية في نموذجها عن العقل. الافتراض الأساسي هو أن الأشخاص يفكرون مع مساعدة المخطط، يُفترض أن وحدات من المعرفة المشتركة حضاريًا تتمثل في الدماغ في شبكات من الاتصالات العصبية. يتطلب هذا خصائص مؤكدة لنماذج ثقافية، وقد يفسر جزئي الجمود الملاحظ للنماذج الثقافية (يكون تغيير افتراضيات الأشخاص عن طريقة عمل العالم صعبًا) وأنماط الارتباط.
يرى روي دو أندريد (1995) تاريخ الأنثروبولوجيا المعرفية صحيحًا بصفته قابلًا للقسمة إلى أربع مراحل. يبدأ الأول في خمسينيات القرن العشرين مع صياغة واضحة للثقافة كالمعرفة من قبل علماء الأنثروبولوحيا مثل وارد غوديناف وأنتوني والاس. ومنذ أواخر خمسينيات القرن العشرين حتى منتصف الستينيات، رُكّز الاهتمام على التبيويب، والتحليل العنصري (تقنيةٌ مستوحاةٌ من اللسانيات البنيوية)، والأنظمة الأصلية أو الشعبية للمعرفة (العلوم الإثنية منها مثلًا علما النباتات الشعبي وعلم اللغة الإثنية)، وكذلك الاكتشافات في أنماط اللون المسماة من قبل برينت برلين وباول كاي. خلال خمسينيات القرن العشرين والستينيات، أُجري معظم العمل على الأنثروبولوجيا المعرفية في ييل، وجامعة بنسيلفانيا، وستانفورد، وبركلي، وجامعة كاليفورنيا، وإيرفاين، وقسم العلاقات الاجتماعية في هارفرد. نظرت المرحلة الثالثة في أنماط الأصناف (إلينر روش) والنماذج الثقافية، وبالاستعانة بنظرية المخطط، في العمل اللغوي على المخطط (جورج لاكوف ومارك جونسون). بدأت المرحلة الحالية في تسعينيات القرن العشرين، وركزت أكثر على مشكلة كيفية تشارك النماذج الثقافية وتخريبها، وكذلك على الدافع، ويُجرى عمل مهمّ في جامعة كاليفورنيا (سان دييغو)، وجامعة كاليفورنيا (لوس أنجلوس)، وجامعة كاليفورنيا (بيركلي)، وجامعة كونيتيكت، والجامعة الأسترالية الوطنية، وغيرها.